# André Auguste Edouard Hirschauer

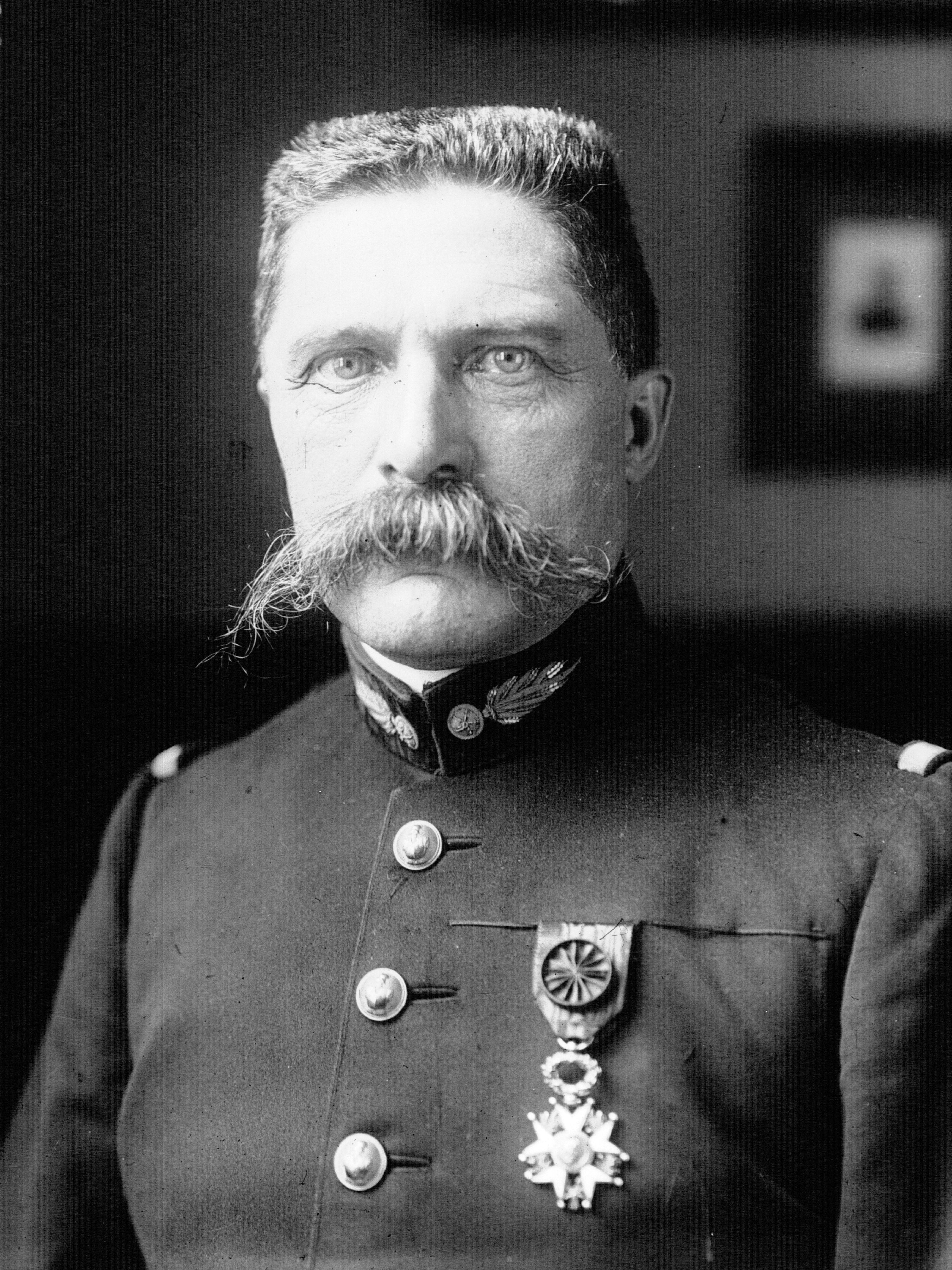
General Auguste Édouard Hirschauer

André Auguste Edouard Hirschauer (* 16. Juni 1857 in Saint-Avold, Département Moselle, Frankreich; † 27. Dezember 1943 in Versailles, Yvelines, Frankreich) war ein französischer Général de division im Ersten Weltkrieg und von 1920 bis 1940 Vertreter von Lothringen im Senat.
In seinem Buch „Deutschlands Krieg in der Luft. Ein Rückblick auf die Entwicklung und die Leistungen unserer Heeres-Luftstreitkräfte im Weltkrieg“, das er 1921 in der ersten Auflage „[…] dem Gedächtnis der deutschen Luftstreitkräfte“ widmet, schreibt General der Kavallerie Ernst von Hoeppner, „während des Krieges beauftragt mit Wahrnehmung der Geschäfte des Kommandierenden Generals der Luftstreitkräfte“, und „Unser Hauptgegner, Frankreich, war uns in dieser Beziehung weit voraus. Eine straffe Organisation unter der zielbewußten Leitung des Generals Hirschauer sorgte hier vorausschauend und tätig für eine Entwicklung auf breiter Grundlage“.

## Leben
André Auguste Edouard Hirschauer wurde als Sohn von Charles Edouard Hirschauer, Polizeikommissar aus Mülhausen im Elsass und seiner Ehefrau Julie Dufour, aus Embry, Département Pas de Calais, geboren. Das Ehepaar war seit dem 1. Oktober 1856 in Saint-Avold sesshaft.
Nach einer kurzen Schulbildung in Saint-Avold wählte Hirschauer eine militärische Laufbahn. Nach 1870 verließ die Familie Saint-Avold, da die Stadt an das Deutsche Kaiserreich gefallen war.
Als junger Capitaine vermählte Hirschauer sich 1883 in Pagny-sur-Moselle (Département Meurthe et Moselle) mit Marie Elisabeth Claire Joséphine Goussel, geboren in Metz am 24. November 1858. Die kirchliche Hochzeit fand in Metz in der Ste-Ségolène-Kirche statt.
Hirschauer starb in Versailles im Alter von 86 Jahren und fand seine letzte Ruhe in der Familiengruft auf dem Friedhof Montparnasse in Paris.
Die Stadt Saint-Avold ehrte ihn, indem sie 1918 eine Straße nach ihm benannte und 1958 anlässlich seines 100. Geburtstages eine Gedächtnistafel auf seinem Geburtshaus anbrachte.

## Im Dienst der französischen militärischen Luftfahrt
Hirschauer wurde in der École polytechnique aufgenommen, dann besuchte er die Waffenschule der Pioniere und wurde anschließend zum Lieutenant im 1. Pionierregiment von Versailles befördert. 1881 bewies er seine Fähigkeiten während eines Feldzuges im Süden von Oran, Algerien. Zum Capitaine befördert (1883) diente er anschließend im Generalstab in Lille, Département Nord, bevor er 1888 zum Professor an der Offiziersschule von Saint-Cyr, Yvelines, ernannt wurde. Anschließend wurde er auf die Hochschule der Marine versetzt.

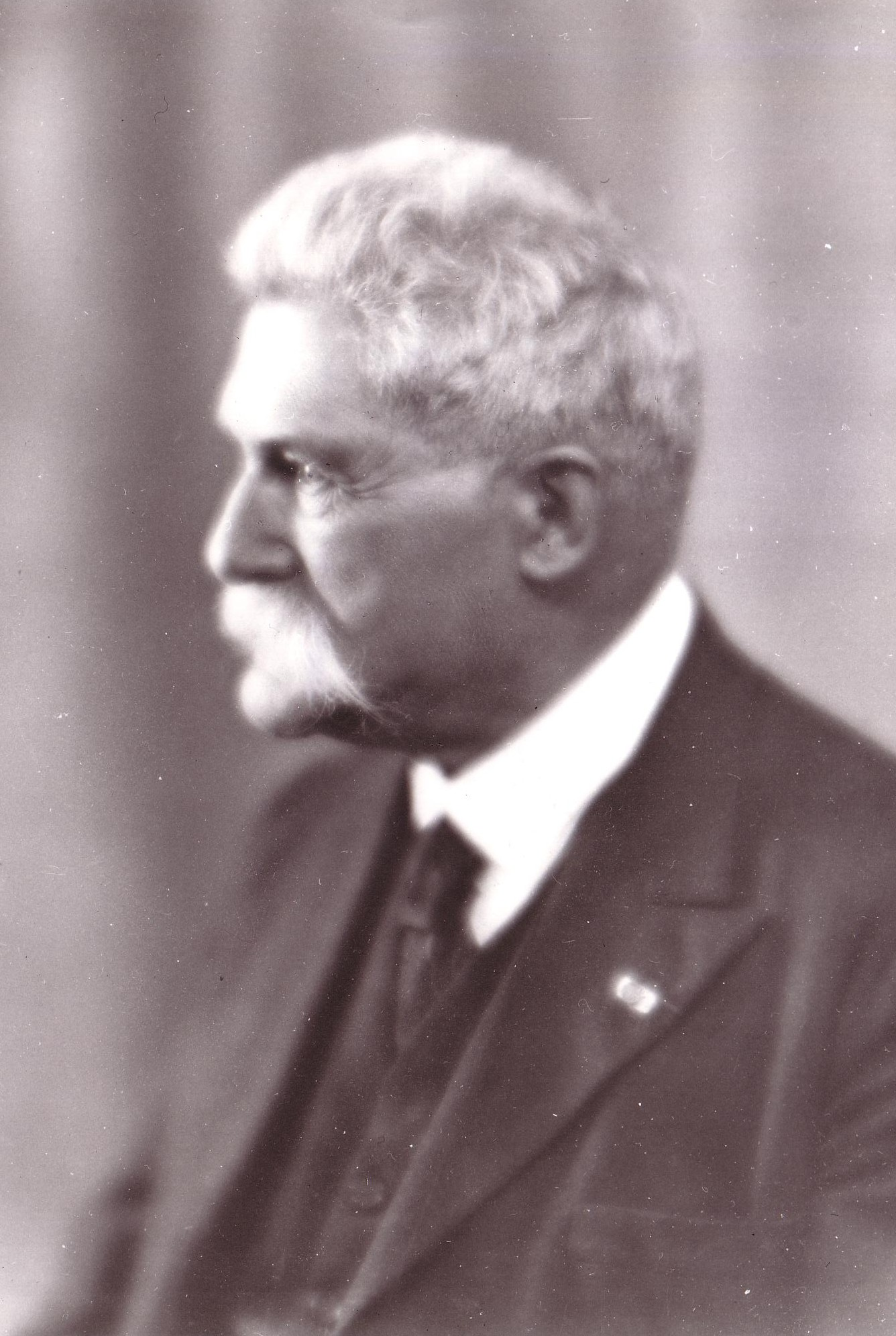
André Auguste Edouard Hirschauer (1857–1943)

Nochmals schloss er die Kriegsakademie (École supérieure de guerre) als Jahrgangsbester ab und erhielt die Generalstabsurkunde (Brevet d’Etat Major). Vorab wurde er Chef des Kabinetts von General Raoul Le Mouton de Boisdeffre, Leiter des Generalstabes Heer. Als solcher führte er Sonderaufträge im Auftrag der Regierung durch, so im Balkan, in der Türkei und in Afrika.
Nach seiner Rückkehr nach Frankreich wandte er sich der militärischen Luftfahrt zu und versuchte, die neuentwickelte Waffe dem modernen Kampf anzupassen. Von nun an wurde er als der „Vater der Luftwaffe“ anerkannt. Nach einigen Befehlshaberposten als Oberstleutnant und Oberst in Arras, Pas de Calais, sowie Lille wurde er zum Generalmajor befördert und zum dauerhaften Inspekteur der militärischen Luftfahrt ernannt.

## Die militärische Luftfahrt
Im Jahr 1886 wurden vier Luftschiffkompanien gegründet, eine in jedem der vier ersten Pionierregimenter. Ab 1900 wurden sie in Versailles zusammengefasst und bildeten dort das 25. Pionierbataillon unter der Leitung von Hirschauer. Diese Luftschiffkompanien umfassten das gesamte Personal der Drachenballone (Cerf-Volants), der Fesselballone sowie der Luftschiffe selbst. Es war geplant, dass sie bei einer Mobilmachung auf acht Kompanien aufgestockt würden, davon vier Feldluftschifferkompanien und vier Festungsluftschifferkompanien, die in Verdun, Toul, Épinal und Belfort stationiert waren.
Drachenballone werden bei stärkerem Wind eingesetzt, wenn Fesselballone nicht hochgelassen werden können. Aber genau wie diese erlauben es die Drachen, Beobachtungen durchzuführen (Gelände, Feind, Freund), die feindlichen Artilleriebatterien zu orten (Abschussfeuer), die Märsche bzw. die Truppenansammlungen festzustellen und schließlich auch die Kampfstellungen bzw. Kampfanlagen, Feldbefestigungen, Hindernisse usw. zu erkennen, um anschließend die eigene Artillerie einzuschießen und ihr Feuer per Fernmeldeverbindung zu steuern.
Im September 1909 (Louis Blériot hatte am 25. Januar desselben Jahres als erster den Ärmelkanal überflogen) bestellte General Pierre Auguste Roques, Inspekteur der Pioniere, die fünf ersten Flugmaschinen (damals Aérostats genannt) für das Heer und suchte geeignetes Personal, um sie zu steuern. Zur Huldigung von Clément Ader beschloss er am 29. November 1911, dass sie von nun an als Flugzeuge (avions) zu bezeichnen sind.

## Einsatz im Ersten Weltkrieg
1914 war Hirschauer Kommandeur einer Pionierbrigade, bestehend aus dem  5. und 8. Pionierregiment in Versailles. Er wurde zum Chef des Stabes der Festung Paris ernannt und arbeitete dort unter dem Befehl von Generalmajor Galliéni (der postum zum Marschall von Frankreich ernannt wurde).
Vier Monate lang befand Hirschauer sich anschließend im Kriegsministerium als Leiter der Abteilung „Luftschifffahrt“. Im Sommer 1915 sagte er dem Militärarzt Edmund L. Gros die Schaffung einer aus den in der französischen Luftwaffe dienenden Amerikanern bestehenden Fliegerstaffel zu, der späteren Escadrille La Fayette.
Ab September 1915 wurde er als Kommandeur der 29. Infanteriebrigade, der 63. Infanteriedivision, des XVIII. Armeekorps, das IX. Armeekorps und schließlich der 2. Armee eingesetzt. Er nahm an den Schlachten an der Ourcq, in der Champagne (1915) und von Verdun (1916) teil.
1917 eroberte er Craonne auf dem Chemin des Dames und kehrte dann am Ende des gleichen Jahres nach Verdun zurück, um schließlich am 25. November 1918 in Mülhausen einzumarschieren.
Nach dem Waffenstillstand wurde er zum Gouverneur von Strassburg ernannt, um dann 1919 nach 45 Dienstjahren in den Ruhestand zu treten.

## Orden
Die Regierung erhob ihn 1920 zum Träger des Großkreuzes der Ehrenlegion und verlieh ihm die Médaille Militaire. Vierzehn Staaten, darunter England, die Vereinigten Staaten von Amerika und Japan, ehrten ihn, indem sie ihm ihre höchsten militärischen Orden verliehen.

## Hirschauer und die Politik
Am 24. August 1919 empfing er in seiner Geburtsstadt den Präsidenten Raymond Poincaré. Er kandidierte als Senator des Departement Moselle und am 11. Januar 1920 wurde er mit 735 Stimmen im 1. Wahlgang auf der Liste „Union Républicaine Lorraine“ gewählt (Union der Lothringer Republikaner). 1924 und 1932 wurde er wiedergewählt.
Er legte im Haus der Senatoren im „Palais du Luxembourg“ den Haushalt der zivilen und militärischen Luftfahrt und später den der Luftwaffe dar, die am 1. April 1932 unter dem Minister für Luftfahrt Pierre Cot gegründet wurde. Mehrere Zeitschriften wendeten sich an ihn, um seine Beiträge zu veröffentlichen, insbesondere La Revue des Deux Mondes (Rundschau der Zwei Welten), für die er vor allem Berichte über das Flugwesen schrieb. An der Sitzung der Nationalversammlung, auf der am 10. Juli 1940 die erweiterten Vollmachten für Marschall Pétain beschlossen wurden, nahm er nicht teil.